# Unterm Rad

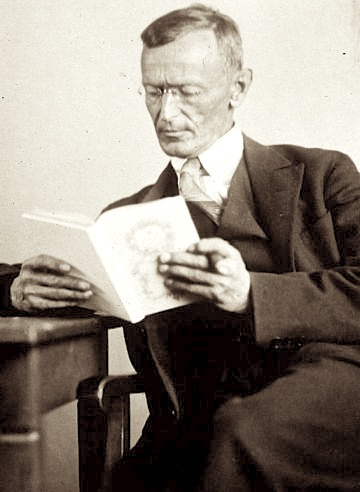
Der Autor Hermann Hesse, 1927

Unterm Rad ist eine Erzählung von Hermann Hesse, die 1906 erschien. Ursprünglich wurde sie von Hermann Hesse als Roman bezeichnet. In Unterm Rad wird das Schicksal eines begabten Jugendlichen erzählt, der an einer ihn einseitig fordernden Pädagogik, aber auch an sich selbst scheitert.

## Inhaltsangabe
In einer Kleinstadt im Schwarzwald lebt Joseph Giebenrath, Zwischenhändler und verwitweter Vater des Protagonisten Hans Giebenrath. Der begabte Hans wird vom Rektor seiner Schule und von seinem Vater von Gleichaltrigen ferngehalten, um einen in ihren Augen „schlechten“ kindlichen Einfluss auf den Jungen abzuwehren. Er bekommt sogar Extraunterricht, um sich für das Landexamen in Stuttgart vorzubereiten, zu dem er als Einziger aus seiner Stadt antritt.
Die Naturverbundenheit des Knaben wird immer wieder betont. Allerdings zerschlägt Hans am Abend vor der Abreise zum Landexamen in einer Mischung aus Trotz einerseits und Sehnsucht andererseits einen Kaninchenstall, den er früher liebte. Er besteht landesweit als Zweiter das Landexamen. Dies erlaubt ihm, das Seminar in der Klosterschule in Maulbronn zu besuchen, in dem Landesbeamte und Pastoren ausgebildet werden. Zur Belohnung für seinen Aufstieg in die Bildungselite wird ihm von seinem Vater zumindest das Angeln wieder erlaubt.
Direktor und Stadtpfarrer drängen Hans jedoch zum Lernen in den Ferien, um der gesteigerten Konkurrenz im Seminar gewachsen zu sein. So erhält er täglich einige Stunden Unterricht. Lediglich der Hans in väterlicher Freundschaft verbundene Schustermeister Flaig, ein einfacher Mann, Menschenfreund und Pietist, der dem Stadtpfarrer ablehnend gegenübersteht, rät ihm zu mehr „Luft und Bewegung“.
Im Kloster Maulbronn schließt Hans Giebenrath mit dem künstlerisch und sozialkritisch veranlagten Hermann Heilner Freundschaft. Seine anfängliche Empörung über Heilner, der sich nichts aus der Schule macht und von den Lehrern abgelehnt wird, da er zu rebellisch ist, wandelt sich in Bewunderung. Heilner gibt seinem Bewunderer gar einen Kuss. Durch seinen Anschluss an Heilner gerät auch Hans bei den Lehrern zunehmend in Misskredit, die versuchen, Hans zu beeinflussen. Obwohl er sich daraufhin tatsächlich von Heilner distanziert, werden seine Leistungen schlechter, da Hans unter dieser Trennung selbst am meisten leidet. Er fühlt sich nun oft „müde“ und leidet unter Kopfschmerzen und „Nervengeschichten“.
Nach einem Fluchtversuch wird Heilner, der drei Tage lang nicht aufzufinden ist und schließlich in einem Dorf aufgegriffen wird, der Schule verwiesen. Er verabschiedet sich von Hans, dem er seinen „Verrat“ übel nimmt, nur mit einem Händedruck und nimmt nie wieder Kontakt zu ihm auf. Die Vermutung der Lehrer, Hans müsse etwas von dem Verschwinden Heilners gewusst haben, lastet schwer auf ihm. Schließlich erleidet Hans einen Zusammenbruch, ihm wird ein Nervenleiden attestiert, und er begibt sich in den „Urlaub“ nach Hause, wobei aber den Lehrern ebenso klar ist wie ihm, dass er nicht ins Internat zurückkehren wird.
Hans verbringt einige untätige Wochen zu Hause, seine „Müdigkeit“ steigert sich, und er plant fast schon mit Genugtuung seinen Suizid. Während der Apfelernte und des damit verbundenen Mostens verliebt er sich zwar in Emma, die Nichte Flaigs, die aus Heilbronn kommt und erotisch nicht unerfahren ist. Vor ihrer Initiative versagt Hans jedoch und Emma kehrt, ohne sich von Hans zu verabschieden, nach Heilbronn zurück. Hans beginnt auf Vermittlung seines Vaters anstatt einer ihm wegen seiner schwächlichen Konstitution näherliegenden Schreiberstelle bei der Gemeinde eine Lehre bei einem Schlossermeister und wird von früheren Klassenkameraden als „Landexamenschlosser“ verlacht. Aber August, ein ehemaliger Schulkamerad, der gleichfalls eine Ausbildung zum Mechaniker macht und Hans davon vorschwärmt, freundet sich mit ihm an.
Nachdem Hans sich mit einigen Gesellen, die er bei seiner Mechanikerausbildung durch August kennengelernt hat, auf einer Wirtshaustour betrunken hat, ertrinkt er im Fluss, an dessen Ufer er früher so viele glückliche Stunden zugebracht hatte. Dabei bleibt ungeklärt, ob es sich um einen Suizid (auch wenn viele Textstellen darauf hindeuten) oder um einen Unfall handelt: „Niemand wusste auch, wie er ins Wasser geraten sei“.
Bei seiner Beerdigung mutmaßt Meister Flaig gegenüber Herrn Giebenrath, dass wahrscheinlich der überzogene Ehrgeiz der Lehrer und des Pfarrers Hans in den Tod getrieben haben. Auch gesteht er ein, dass er selbst und Herr Giebenrath "Einiges an dem Jungen versäumt" haben.

## Interpretationen

### Die Figuren

#### Hans Giebenrath
Hans ist der beste Schüler seiner Heimatstadt und, wie alle (letztlich auch er selbst) meinen, zu Höherem bestimmt. Sein gesamter Tagesablauf besteht nur aus Lernen, und alle anderen betrachten ihn als die Hoffnung des Städtchens, wobei sie ihn immer mehr instrumentalisieren. Hans verabschiedet sich bereits vor dem Landexamen innerlich von der Vorstellung, jemals ein Leben „hinter der Käsetheke oder auf ein[em] Büro“ zu führen. Seinen Wünschen und Hobbys kann Hans schon lange nicht mehr nachgehen.
Von allen als lerneifrig eingestuft, bringt er es bis zum Landexamen in Stuttgart, wo er einen überzeugenden zweiten Platz erreicht. Danach beginnt seine Zeit in Maulbronn. Auch hier sticht er zunächst als guter Schüler aus der Menge. Doch Hans Giebenrath gerät bald an seine psychischen Grenzen, und seine Motivation, bis zur Erschöpfung zu arbeiten, nimmt durch die Beziehung zu Hermann Heilner, dem rebellischen Künstler, Schaden.
„Mit wunderlichem Schreck“ lässt es Hans über sich ergehen, dass Heilner ihn auf den Mund küsst. Zu den Problemen, die Hans ohnehin hat, kommt also auch noch das Einsetzen der Pubertät hinzu, verbunden mit der erwachenden Neigung zu Phantastereien, die Hans Giebenrath von Heilner übernimmt. So lässt Hans’ Leistung auch durch einen Mangel an Aufmerksamkeit für das Unterrichtsgeschehen nach, da er sich im Unterricht Träumereien hingibt.
Generell wirkt sich seine Beziehung zu Heilner negativ auf Hans’ Ruf aus. Nach Heilners Weggang vereinsamt Hans Giebenrath zunehmend und fühlt sich von allen im Stich gelassen, zumal mit seinen Leistungen auch das Wohlwollen der Erwachsenen abnimmt.
Mit dem Ausscheiden Heilners aus Hans’ Leben beginnt eine lange Leidenszeit mit vielen Tiefen, ohne gleichaltrige Freunde, fast ohne erwachsene Unterstützer und ohne nachhaltige Freude. Dies führt schließlich dazu, dass mit dem Ertrinken im Bach sein Leben endet. Ob Suizidgedanken oder zu starker Alkoholkonsum diese Tat ausgelöst haben, wird nicht geklärt, jedoch liegt der Schluss nahe, dass er Suizid begeht, nachdem er sich Mut angetrunken hat. Am Ende sagt Schuster Flaig, der eigentlich einzige Freund von Hans, dass Hans durch alle Menschen, die ihn fördern wollten, ins Unglück geraten sei.
Schon zu Beginn des Romans stellt der Erzähler eine Diagnose, die die handelnden Personen (außer vielleicht in Ansätzen Flaig) nicht erkennen: Hans Giebenrath sei ein Fall „von Hypertrophie der Intelligenz bei einsetzender Degeneration“, d. h.: Er ist zwar sehr intelligent, aber wegen seiner schwachen Konstitution nicht auf Dauer stark belastbar, so dass es immer wieder zu Situationen des Typs: „Der Geist ist willig, aber das Fleisch ist schwach“ gekommen wäre, wenn Hans weitergelebt hätte. Die Missachtung dieses Umstandes, d. h. die mangelnde Bereitschaft, mit Hans’ Ressourcen schonend umzugehen, hat letztlich sein Scheitern ausgelöst.
Hesse gibt nur undeutliche Hinweise, ob Hans den Tod gesucht hat. Wenn ja, hätten viele Personen zu seinem Tod beigetragen: die Schulmeister, die ihn immer wieder lernen ließen, sein Vater und schließlich der Gnadenstoß durch Emma (seine kurze Liebe); einzig der Schuhmacher Flaig zeigt Verständnis und klagt die Schulmeister an, während diese heucheln: „Aus dem hätte etwas werden können, traurig, traurig.“ Sie und der Vater von Hans sehen den Problemen von Hans nur aus ihrem eigenen Blickwinkel zu und denken nicht daran, dass Hans auch selbst in seinem eigenen Leben etwas hätte entscheiden mögen.
Allerdings wird das Motiv des Ertrinkens von Hesse schon weit vor dem Ende der Erzählung in die Handlung eingeführt:
- „Hindu“, ein Mitschüler, bricht ins Eis eines dem Kloster benachbarten kleinen Sees ein und ertrinkt
- Hans Giebenrath halluziniert während des Unterrichts im Seminar zweimal Jesus auf einem Schiff; beim zweiten Mal winkt ihm dieser von dem Schiff aus zu, so dass Hans übers Wasser auf ihn zulaufen will (daraufhin verschwimmt die Vision); das Wasser scheint also eine anziehende Wirkung auf Hans zu haben
- Kurz vor Hans’ Zusammenbruch kommentiert der Erzähler: „Keiner [...] sah hinter dem hilflosen Lächeln des schmalen Knabengesichts eine untergehende Seele leiden und im Ertrinken angstvoll und verzweifelnd um sich blicken.“

Metaphorisch ist also Hans Giebenrath längst „ertrunken“, bevor er physisch ertrinkt. Sein Tod im Wasser ist also quasi eine „dramaturgische Notwendigkeit“.

#### Der Vater
Joseph Giebenrath, seit langer Zeit Witwer, ist bei Weitem nicht der Idealtypus des liebenden Vaters: Er versperrt seinem Sohn die an sich mögliche Kompromisslösung, im Falle eines Scheiterns beim Landexamen das Gymnasium zu besuchen; das dafür fällige Schulgeld sei ihm zu teuer. Ob er wirklich nicht genug Geld für die Ausbildung seines einzigen Sohnes aufbringen könnte, bleibt unklar. Als „Zwischenhändler und Agent“, als der Joseph Giebenrath gleich im ersten Satz der Erzählung vorgestellt wird, scheint er jedenfalls nicht arm zu sein.
Der Vater verbietet seinem Sohn während der Zeit der Vorbereitung aufs Landexamen das Angeln und die Haltung von Hasen, was das naturnahe, selbstbestimmte und unentfremdete Handeln von Hans symbolisiert. Auch macht er sich keine näheren Gedanken darüber, ob die Mechanikerlehre für seinen körperlich schwächlichen Sohn wirklich die richtige Alternative ist oder doch eher die Schreiberstelle. Nach dem Tod von Hans verdrängt er den Gedanken, dass Hans sich habe umbringen wollen, wie alle anderen (Lehrer, Rektor, Stadtpfarrer) denkt er an einen Unfall. Er wird als „Philister“ beschrieben.

#### Die Mutter und Emma
Von Hans Giebenraths Mutter heißt es nur: „Sie war seit Jahren tot, und man hatte zu ihren Lebzeiten nichts Auffallendes an ihr bemerkt, als dass sie ewig kränklich und bekümmert gewesen war.“ Wie sehr sie dem Jungen aber fehlte, zeigt sich in seiner Geborgenheitssuche in der Natur, aber auch am Tag der Aufnahme ins Seminar: „Wer beim Eintritt ins Klosterseminar noch eine Mutter gehabt hat, der denkt zeitlebens an jene Tage mit Dankbarkeit und lächelnder Rührung. Hans Giebenrath war nicht in diesem Fall und kam ohne alle Rührung darüber hinweg, aber er konnte doch eine große Zahl von fremden Müttern beobachten und hatte einen sonderbaren Eindruck davon.“ (S. 54, Z. 23 ff)
Dann wird die liebevolle Sorgsamkeit geschildert, mit der Mütter die Textilien ihrer Söhne, dann aber auch diese selbst streicheln. Das Element des Weiblichen ist in Hans’ Leben unterrepräsentiert, er hat weder Mutter noch Schwester, die alte Anna ist nur Köchin für seinen Vater und ihn. Eine erste Kinderliebe zu Emma, der Tochter des Inspektors Geßler, hat sich infolge seiner Schüchternheit nicht ausbauen lassen, und als Hans in die Heimatstadt zurückkehrt, ist aus der zierlichen Emma eine lächerliche Modefigur geworden, die Hans nur noch leidtut. Seine Neugierde auf erotische Abenteuer hat Heilner nach der verheißungsvollen Eröffnung, er habe einen Schatz, nicht weiter gestillt, und so ist Hans erotisch völlig ahnungslos, als er an Flaigs Nichte, die Heilbronnerin Emma, gerät, die ihn küsst, zärtlich mit ihm wird und ihm schließlich vorwirft: „Was bist denn du für ein Schatz! Du traust dich ja gar nix.“ Als sie ohne Abschied abgereist ist, sucht ihn das Gefühl heim, nicht nur als Seminarist, sondern nun auch als Mann versagt zu haben; zudem wird Hans’ Zustand nach der Abreise Emmas als „Qual“ beschrieben, die in dem Wunsch nach Erlösung endet und sicher auch einen Teil zu seinem Tode beiträgt.

#### Der Schuhmacher Flaig
Flaig ist ein strenggläubiger Pietist. Er meint sogar, der Pfarrer glaube nicht an Gott, sondern stelle die Wissenschaften höher als die Frömmigkeit. Wenn Hans je so etwas wie einen Schutzengel hatte, dann ihn. Er und der Stadtpfarrer führen einen stillen „Krieg“ gegeneinander. Meister Flaig deutet als einziger Hans’ Tod als Suizid, und er benennt als Sprachrohr Hesses die Ursache des Suizides: nicht der Alkohol, sondern die Lehrer, die Schule und der Ehrgeiz seines Vaters waren es, die Hans’ Kindheit, seine Freiheit und letztlich sein Leben raubten. Sein Verhältnis zu Hans ist respektvoll. Auch wenn Flaig ihm gegenüber einmal abschätzig geworden ist, bindet die beiden die Lust am Leben, die in Hans’ Ferien nach Abschluss des Landesexamens am deutlichsten wird, wo beide längere Unterhaltungen führen und Hans zum Beispiel seine gefangenen Fische mit ihm teilt.

#### Der Stadtpfarrer
Auch der Stadtpfarrer gehört zu denen, die Hans zum Lernen anhalten und ihm wenig Freizeit gönnen; selbst in den sieben Wochen der Ferien lernt Hans weiter, weil der Stadtpfarrer meint, dass das Leben im Internat sonst zu schwer für ihn werden könne.

#### Hermann Heilner

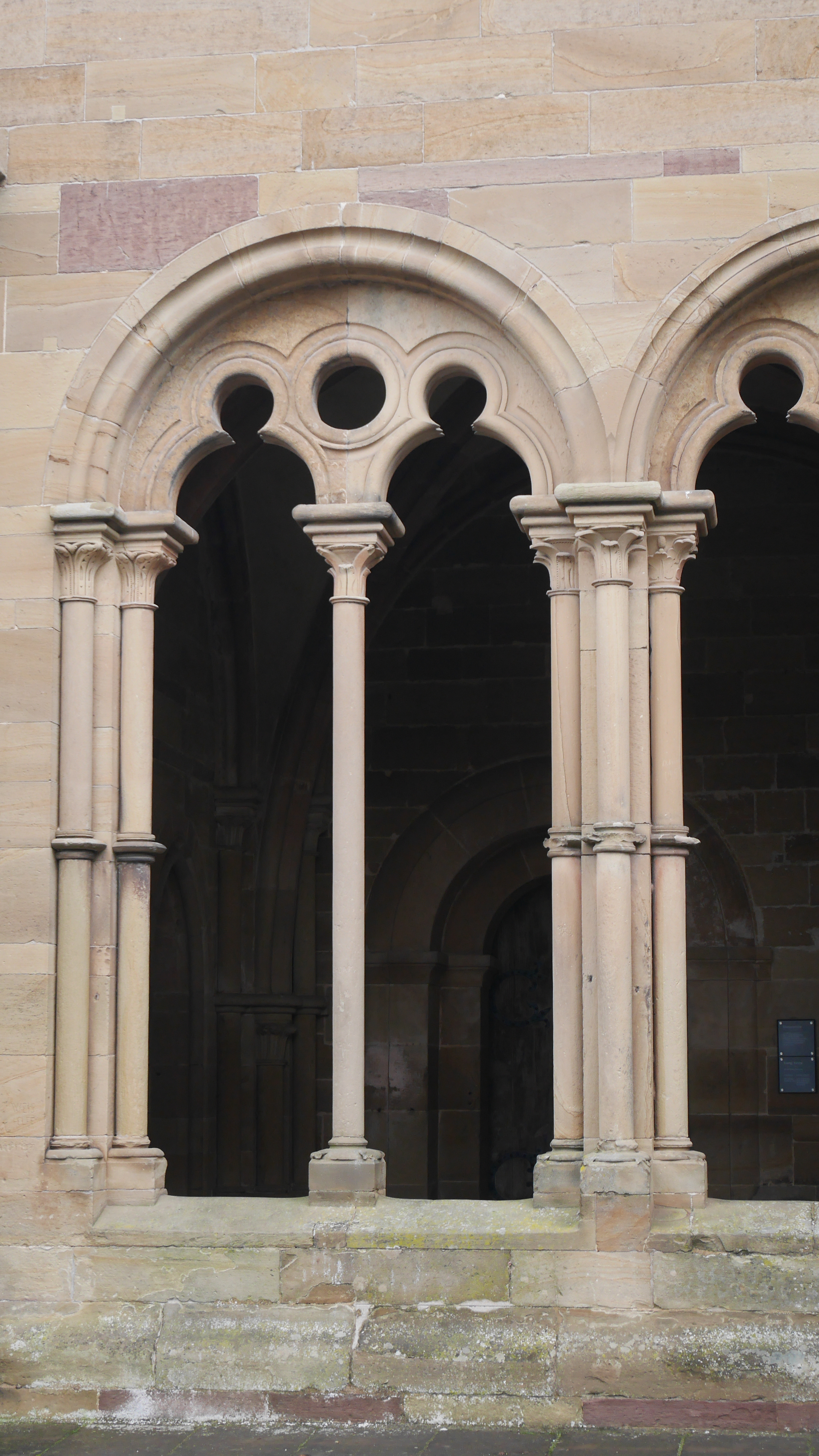
Maulbronn – Paradies mit Säulchen, die Heilner als „reich und kunstvoll und Künstlerarbeit“' sieht.

Heilner ist ein Träumer und Dichter, durch dessen Freundschaft zu Hans dieser seine Einstellung zur Schule ändert. Da die Lehrer Heilner nicht mögen, weil er die Schule „zu leicht nimmt“ und sein Denken nicht in Schablonen pressen lassen will, flieht er schließlich aus Maulbronn. Er ist ein „Wildling“, der sich der „Brandmarkung“ durch das „System Maulbronn“ entzieht. Hans’ Kontakt zu ihm bricht endgültig ab. Heilner ist eine der Hauptfiguren im Buch, und der Umgang mit ihm macht Hans klar, dass er nicht so „programmiert“ und entfremdet von allem, was ihm Freude bereitet, weiterleben kann. Hermann Heilner und Hans Giebenrath verkörpern wohl verschiedene charakterliche Seiten des Autors. Darauf deutet auch die Namenswahl, „Heilner und Hans“ – „HH“, wie „Hermann Hesse“.

#### Rektor
Der Rektor lernt sehr viel mit Hans, setzt ihn aber unter Druck und lässt Hans in den Sommerferien lernen, damit er beim Seminar nicht vollkommen unvorbereitet ankommt. Er sieht Hans als einen der ganz Gescheiten und ist sehr begeistert von Hans’ Talent und fordert ihn auf, bei den Landesexamen alles zu geben.

### Autobiografischer Hintergrund
Der Autor Hermann Hesse lässt einen autobiografischen Hintergrund durchscheinen. Ortskundige erkennen unschwer die Ähnlichkeit der Heimatstadt Hans Giebenraths mit Calw. Hesse verarbeitet mit diesem Werk seine Zeit im Evangelischen Seminar Maulbronn. Er benutzt beispielsweise Arbeitszimmernamen, die noch heute in Gebrauch sind. Hermann Hesse zeigt sich auch in diesem Buch in den beiden Charakteren Hans und Heilner wieder. Auch er floh und wurde eingefangen, und auch er war künstlerisch veranlagt und hatte eine homosexuelle Phase, so wie Heilner. In Hans sind jedoch nur seine damaligen Gefühle gespiegelt. Er hatte Suizidgedanken und wurde durch diesen Aufschrieb geheilt. Hesses Bruder Hans beging 1935 jedoch Suizid.

### Das Rad
Räder tauchen im Buch immer wieder auf. So baut Hans Giebenrath in seiner Kindheit Wasserräder, die ihm aber wieder genommen werden, da sie von den Erwachsenen für kindlichen Unfug gehalten werden, der ihn vom Lernen abhält. Der Rektor ermahnt Hans: „Nur nicht matt werden, sonst kommt man unters Rad.“ Als Hans Emma kennenlernt, fühlt er sich wie eine „vom Wagenrad gestreifte Wegschnecke“. Während seiner Lehre als Mechaniker muss Hans an Zahnrädern arbeiten‚ auch hier, so wie im ganzen Buch, symbolisiert das Rad etwas Negatives, Bedrückendes. Der Titel des Buches, Unterm Rad, ist ebenfalls symbolisch zu sehen. Hans „kommt unter die Räder“; der Druck der Menschen und der Gesellschaft um ihn führt schließlich auch zu seinem Tod.

### Kritik am Schulwesen um 1900
Immer wieder sind in die Erzählung der Handlung Kommentare, meist negativer Art, zum Schulwesen um 1900 eingeschoben, sei es in der Form von Erzählerkommentaren, sei es durch kritische Äußerungen Hermann Heilners oder des Schuhmachers Flaig. Die wichtigsten davon sind im Folgenden aufgelistet:

„Wie ein Urwald gelichtet und gereinigt und gewaltsam eingeschränkt werden muß, so muß die Schule den natürlichen Menschen zerbrechen, besiegen und gewaltsam einschränken; ihre Aufgabe ist es, ihn nach obrigkeitlicherseits gebilligten Grundsätzen zu einem nützlichen Gliede der Gesellschaft zu machen und Eigenschaften in ihm zu wecken, deren völlige Ausbildung alsdann die sorgfältige Zucht der Kaserne krönend beendigt.“

„Dem Seminar Maulbronn ist es ein Anliegen, dass ‚die jungen Leute den zerstreuenden Einflüssen der Städte und des Familienlebens entzogen [sind] und […] vor dem schädigenden Anblick des tätigen Lebens bewahrt‘ bleiben.“

„Ein Schulmeister hat lieber einige Esel als ein Genie in der Klasse.“

„Heilner beklagt sich darüber, dass seine Mitschüler ‚nichts Höheres als das hebräische Alphabet‘ kennen, ihnen aber die Schönheit der Klosteranlage entgehe, weil sie auf sie nicht aufmerksam gemacht würden. Er (Heilner) ‚verstand die Schönheit der alten Säulen und Mauern‘.“

## Hesses Kindheitserzählungen
Fiktive und biographisch verankerte Kindheitserinnerungen durchziehen Hesses Werk als selbständige Erzählungen oder Romanepisoden von Anfang an: Von „Aus Kinderzeiten“ (1903 entstanden) bis „Kaminfegerchen“ (1953 entstanden). Schwerpunkte der Schilderungen sind: Verfehlungen und Schuldgefühle („Nachtpfauenauge“ und „Kinderseele“, 1911 bzw. 1919 entstanden), Mobbing und Isolation („Die Verlobung“ und „Demian“, 1908 publiziert bzw. 1917 entstanden), Freundschaft mit einem reiferen Schüler („Demian“), Druck des Schulsystems („Unterm Rad“ und „Unterbrochene Schulstunde“, 1906 veröffentlicht bzw. 1948 entstanden) Krankheit und Tod eines Freundes („Aus Kinderzeiten“), soziale Unterschiede und die zwei Welten der Lateinschüler und Volksschüler („Demian“, „Unterbrochene Schulstunde“, „Kinderseele“ und „Peter Camenzind“, 1904 publiziert), Auseinandersetzung  mit der mächtigen Vaterfigur („Kinderseele“), Versunkenheit in die eigene Erlebniswelt („Kaminfegerchen“).

## Entstehungs- und Editionsgeschichte

### Manuskript
Das vollständige Autoren-Manuskript von Unterm Rad befindet sich seit 1996 im Stadtarchiv Reutlingen, das den umfangreichen handschriftlichen Nachlass von Ludwig Finckh verwahrt. Hesse hatte das Manuskript vor seinem Umzug 1912 von Gaienhofen nach Bern seinem damaligen Freund Ludwig Finckh geschenkt, der ihm seinerseits das Manuskript von dessen Roman Der Rosendoktor überließ.

### Buchausgaben
Der Text von Unterm Rad entstand nach Hesses Aufgabe des Buchhändlerberufs im August 1903 in Calw. Er wurde im April und Mai 1904 in der Neuen Zürcher Zeitung vorabgedruckt. Die Erstausgabe erschien 1906 im S. Fischer Verlag, weitere Auflagen ab 1909 in der Reihe „Fischers Bibliothek zeitgenössischer Romane“. In der Zeit des Nationalsozialismus war der Titel vergriffen. 1951 erschien im Suhrkamp Verlag eine vom Autor leicht veränderte Neuausgabe, nun als „Erzählung“ bezeichnet. 1963 gab der Reclam-Verlag in der damaligen DDR eine erste Taschenbuch-Ausgabe heraus. 1977 publizierte der Hesse-Herausgeber Volker Michels die Urfassung von 1903 erstmals als Sonderausgabe in der Büchergilde Gutenberg; diese wurde 1984 ergänzt mit Zeichnungen von Gunter Böhmer.
- Unterm Rad. Roman. Fischer, Berlin 1906; ebenda 1909 (Fischers Bibliothek zeitgenössischer Romane, 2. Jahrgang, Band 1).
- Unterm Rad. Erzählung. Suhrkamp, Berlin 1951.
- Unterm Rad. Erzählung. Reclam, Leipzig 1963; ebd. 1986, ISBN 3-379-00024-8 (Reclams Universal-Bibliothek, Band 118).
- Unterm Rad. Erzählung. Suhrkamp, Frankfurt am Main 1972 (= suhrkamp taschenbücher. Band 52); ebd. 2007, ISBN 978-3-518-45851-8 (st 3851).
- Unterm Rad. Roman in der Urfassung. Büchergilde Gutenberg, Frankfurt am Main 1977; Suhrkamp, Frankfurt am Main 1988, ISBN 3-518-01981-3 (Bibliothek Suhrkamp, Band 981).
- Unterm Rad. Text und Kommentar, hrsg. v. Heribert Kuhn. Suhrkamp, Frankfurt am Main 2002, ISBN 3-518-18834-8 (Suhrkamp BasisBibliothek, Band 34).